# LawBreakers (videogioco)
LawBreakers era un videogioco sparatutto in prima persona sviluppato da Boss Key Productions e pubblicato da Nexon.
È stato pubblicato in tutto il mondo l'8 agosto 2017 per Microsoft Windows e PlayStation 4, in collaborazione con Limited Run Games per la distribuzione delle copie fisiche.
Nonostante l'accoglienza positiva della critica, il gioco è andato male in termini di vendite, con la conseguente chiusura dei server il 14 settembre 2018.

## Modalità di gioco
LawBreakers prendeva spunto da numerosi FPS a obiettivi basati sulla divisione in classi dei personaggi. Si contraddistingueva da questi per il tentativo di espandere l'approccio tradizionale al genere con l'aggiunta di meccaniche di gioco legate al movimento in ambienti a bassa gravità.
Due squadre di cinque giocatori si sfidavano l'una contro l'altra per completare l'obiettivo della partita. I giocatori venivano assegnati o alla fazione "Law" o alla fazione "Breakers". Ogni fazione aveva il proprio elenco di personaggi appartenenti ad un determinato ruolo, ciascuno dotato di un set unico di armi, equipaggiamento e stile di gioco.

## Sviluppo
Inizialmente denominato Project BlueStreak, il gioco doveva essere free-to-play, ma nel marzo 2016 Boss Key ha annunciato di aver abbandonato l'idea a favore di una versione a pagamento. Dopo essere stato presentato al PAX East Gamer Festival 2016 a Boston, LawBreakers ha iniziato i test alfa e beta chiusi. Ci sono state due sessioni di test aperti per PC e PS4: la prima dal 30 giugno al 5 luglio 2017, la seconda dal 28 al 31 luglio dello stesso anno.
Nonostante la sua esperienza nello sviluppo di giochi su console Xbox per molti anni, il direttore del gioco Cliff Bleszinski ha deciso di non distribuire LawBreakers per Xbox One al lancio, additando la causa a motivazioni di tipo strettamente commerciale, ma non escludendo una versione futura. Nel marzo 2020, ha espresso il suo rammarico per tale decisione.

## Ricezione
LawBreakers ha ricevuto recensioni "generalmente positive", secondo l'aggregatore di recensioni Metacritic.

### Declino
Nonostante le recensioni favorevoli, il gioco non è riuscito a ottenere una base di giocatori sufficiente.
Secondo GitHyp, la beta chiusa ha raggiunto il picco di 7500 giocatori su Steam, seguita un mese dopo da una beta aperta con il 40% in meno di giocatori. Il gioco è stato lanciato con una base di giocatori inferiore del 60% rispetto al picco della versione beta ed è stato lanciato al di fuori dei 100 giochi più giocati di Steam. In un'intervista con GameSpot, il direttore del gioco Cliff Bleszinski ha dichiarato che la versione per PlayStation 4 stava andando meglio, pur non confermando alcuna statistica.
Nell'aprile 2018, lo studio di sviluppo ha rilasciato una dichiarazione secondo cui il gioco non è riuscito a trovare un pubblico sufficiente per continuare a sostenere il gioco. L'11 giugno il gioco è stato reso free-to-play su Steam con un avviso che i server sarebbero stati chiusi il 14 settembre e sarebbe stata rimossa la possibilità di acquistarlo.
Nell'aprile 2023, Cliff Bleszinski ha anticipato un possibile revival del gioco dopo cinque anni, che potrebbe essere pubblicato da Nexon.